# Albino Zenatti
Albino Zenatti (Trieste, 9 dicembre 1859 – Roma, 6 agosto 1915) è stato un filologo italiano.

## Biografia
Nacque a Trieste il 9 dicembre 1859 da genitori trentini, il padre originario di Prada di Brentonico e la madre di Chizzola di Ala. Fece i corsi ginnasiali e liceali nella città natale, poi passò a Firenze e successivamente a Roma.
Partecipò giovanissimo al moto irredentista triestino e per questa ragione finì in carcere nel 1878.
Trasferitosi a Roma, dove ebbe come maestro Ernesto Monaci, si laureò nel 1881.
Nel 1884, fondò e diresse, unitamente a Salomone Morpurgo e a Tommaso Casini, la Rivista critica della  letteratura italiana.
Grazie all'aiuto di Giosuè Carducci nel 1884 fu chiamato all'insegnamento liceale, ad iniziare da Arpino.
Fu poi professore a Lucca e a Ferrara; in seguito si trasferì a Messina, città nella quale rivestì la carica di preside del Liceo Maurolico e nella quale ottenne la libera docenza. Divenuto provveditore agli studi, nel 1897 passò a Catania, poi a Padova, e successivamente a Roma, al Ministero della Pubblica Istruzione.
Nonostante gli impegni relativi all'attività didattica, pubblicò un discreto numero di importanti testi di carattere filologico su Arrigo Testa, Luigi Pulci, Giovanni Sercambi, Girardo Patecchio, Dante Alighieri.

## Opere principali
- Andrea antico di Montona (1882)
- Rappresentazioni sacre nel Trentino (1883)
- Storia di Campriano contadino (1884), su archive.org.
- I meriti di Andrea antico di Montona (1890)
- Lettere inedite di Girolamo Muzio (1896)
- Un manipolo di canti popolari Veronesi (1896), su archive.org.
- Intorno a Dante (1900)
- Il trionfo d'amore di Francesco da Barberino (1901), su archive.org.